# Španělsko v 19. a na počátku 20. století
Španělsko v 19. a na počátku 20. století bylo období od konce napoleonských válek (1813–1814) do vyhlášení Druhé španělské republiky (1931), odráží veškeré jevy spojené s rozvojem evropské civilizace v tomto období. Specifický je pak fenomén deziluze z rozpadu koloniální říše, a také rokem 1830 počínající spor o následnictví mezi loajalisty a karlisty. Tím byl ještě vyostřován hluboký a setrvalý konflikt liberálních a konzervativních sil ve španělské společnosti, které se dále radikalizovaly.  To vedlo k propukání občanských válek a k řadě převratů a revolucí, z nichž dvě způsobily i pád monarchie a krátkodobé vyhlášení republiky. Politická nestabilita a geografická izolace prohloubily hospodářskou zaostalost země oproti jiným evropským mocnostem; tento trend nezvrátila ani pragmatická neúčast země v první světové válce.

## Panovníci
- 1813–1833: Ferdinand VII. (1784–1833)
- 1833–1840: Marie Kristýna (regentka; 1806–78)
- (1833–)1843–1868: Isabela II. (1830–1904)
- 1868–1870: Francisco Serrano, vévoda z la Torre (regent; 1810–85)
- 1870–1873: Amadeus I. Savojský (1845–90)
- 1873–1874: První španělská republika
- (1870–)1875–1885: Alfons XII. (1857–85)
- 1885–1902: Marie Kristýna Rakouská (regentka; 1858–1929)
- (1886–)1902–1931: Alfons XIII. (1886–1941)

## Historie

### Ztráta amerických kolonií a intervence Svaté aliance (1814–1824)
Po návratu z exilu odmítl král Ferdinand VII. přísahat na liberální ústavu z roku 1812 a pokračoval v absolutistické vládě. Tato skutečnost byla na Pyrenejském poloostrově akceptována. Jiná byla situace v americké části španělské říše, kde v průběhu napoleonských válek místní elity vyhlásily nezávislost na španělské vládě. Některé složky hnutí za nezávislost v Latinské Americe respektovaly autoritu španělské koruny, avšak nikoli v její absolutistické podobě. Španělsko nezávislost svých kolonií neuznalo, podněcovalo odpor proti nezávislosti a vojensky v nich intervenovalo, a to okamžitě po ukončení francouzské okupace. Avšak státní pokladna byla po napoleonských válkách blízko státnímu bankrotu a nebyla schopna nést náklady na intervenční armádu. Proto v roce 1819 Španělsko prodalo Spojeným státům Floridu za 5 miliónů dolarů.

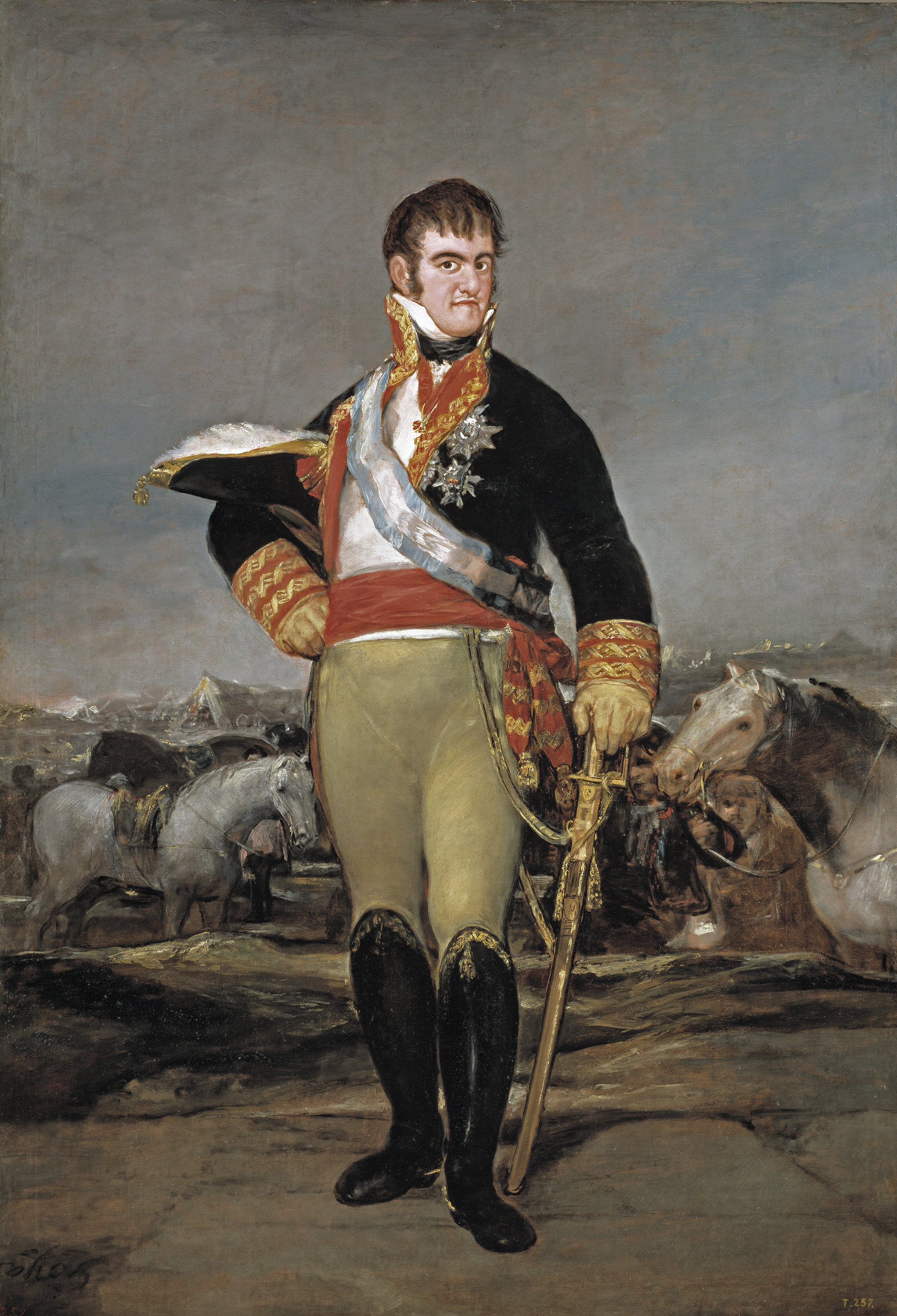
Goya: Ferdinand VII. Španělský

Na rok 1820 připravoval král další vojenskou expedici o síle 10 praporů k potlačení revoluce v Latinské Americe. Jednomu z praporů velel Rafael del Riego. Před naloděním zahájil 1. ledna 1820 v Cádizu vzpouru a požadoval znovuzavedení ústavy z roku 1812. Přes počáteční apatii obyvatelstva bylo povstání úspěšné a 7. března 1820 byl královský palác v Madridu obklíčen vojáky generála Ballesterose a 10. března král souhlasil s obnovením ústavy. Král byl poté uvězněn v domácím vězení, které trvalo po celou dobu liberální vlády.
Liberální vláda uskutečnila v roce 1822 volby do kortesů. Svou formou připomínala španělská vláda až příliš vlády francouzské republiky. Na Kongresu ve Veroně v prosinci 1822 se země Svaté aliance usnesly, že republikánské Španělsko představuje hrozbu rovnováze Evropy, a pověřily Francii znovu v něm zavést absolutní monarchii. 7. dubna 1823 překročila francouzská armáda hranice. Intervence byla úspěšná, v bitvě o Trocadero 31. srpna 1823 byly španělské síly poraženy a do měsíce se vzdal i obležený Cádiz. Král Ferdinand, kterého tam kortesy věznily, byl osvobozen a restaurován jako absolutní monarcha. Nicméně americké kolonie byly až na Antilské ostrovy nenávratně ztraceny. Poslední zbytky španělské armády na americkém kontinentě byly poraženy v roce 1824 v bitvě u Ayacucha v jižním Peru. Období 1820 až 1823 je též nazýváno (první) španělskou občanskou válkou.

### Závěr vlády Ferdinanda VII. a regentura (1824–1843)
Ferdinand VII. nevyužil své znovunabyté absolutní moci příliš rozumně a po zbytek své vlády krutě pronásledoval liberály. V roce 1828 odrazil pokus Mexika dobýt Kubu, na druhé straně pokus o znovuzískání Mexika uskutečněný v roce 1829 skončil španělskou porážkou v bitvě u Puebla Viejo. 
Protože neměl mužského potomka, očekávalo se, že jeho nástupcem bude jeho bratr Karel (Don Carlos). 31. března 1830 však Ferdinand vyhlásil Pragmatickou sankci, která dávala právo nástupnictví dcerám v případě, že král nemá syna, a prakticky tak jeho bratra vylučovala z následnictví. Ponížený Don Carlos poté ze země odešel do exilu do Portugalska.

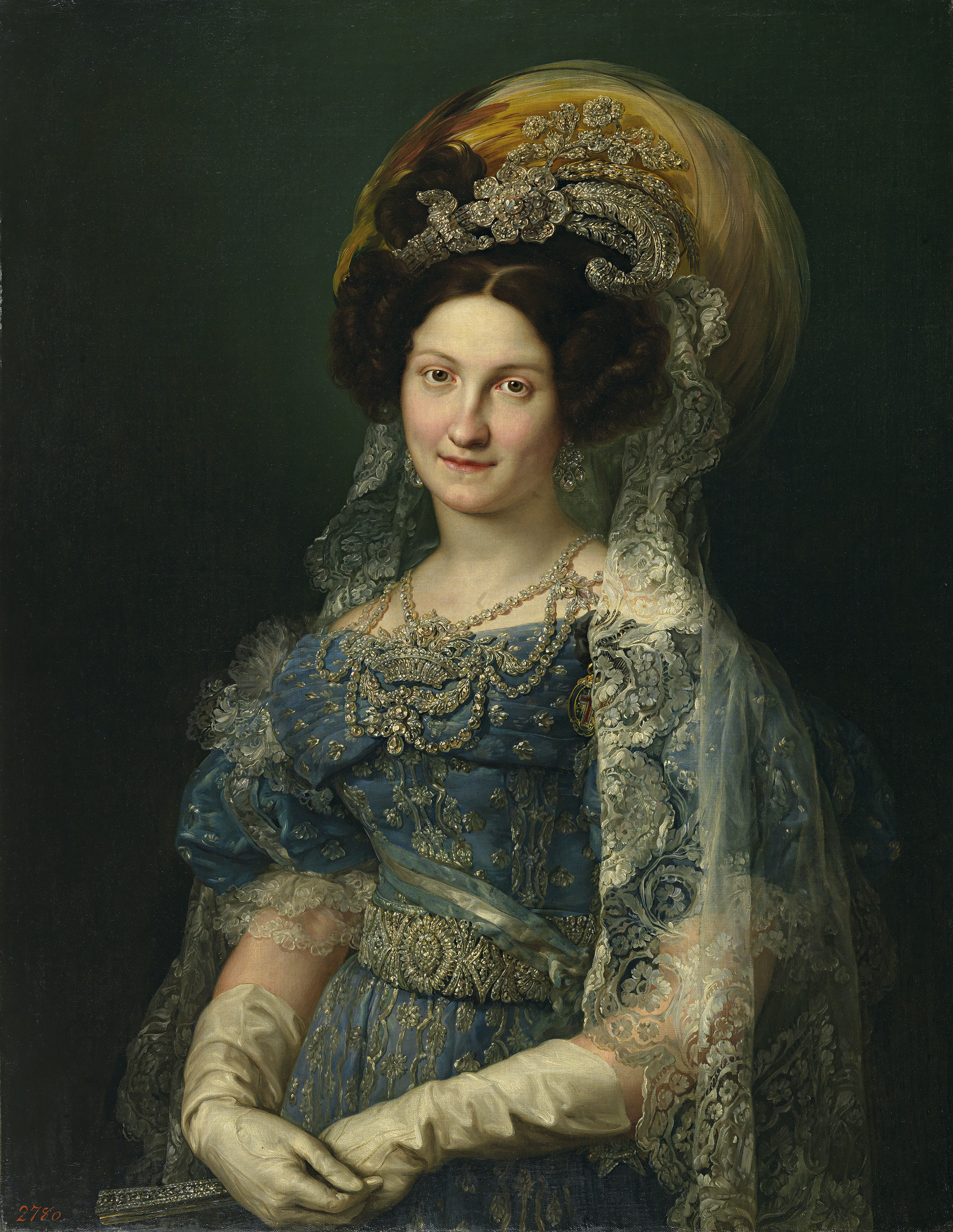
Královna Marie Kristýna Neapolsko-Sicilská

Po smrti Ferdinanda VII. dne 29. září 1833 jeho manželka Marie Kristýna Neapolsko-Sicilská převzala s podporou liberálů regentství za svoji dceru, tehdy tříletou Isabelu II. Don Carlos, který aspiroval na trůn podle nástupnického řádu vylučujícího ženy z nároku na trůn (salické právo), vpadl do země a získal zde podporu konzervativců, tzv. karlistů. Protože se konzervativní síly odvrátily od trůnu, musela regentka hledat podporu u umírněných liberálů (moderadores) a provedla v tomto směru několik kroků. Během první karlistické války (1833–1839) vydala v roce 1834 Marie Kristýna královské nařízení, kterým zavedla zřízení podobné ústavě z roku 1812, aniž by se ovšem na ni odvolávala. V témže roce definitivně zakázala inkvizici. Přes politické ústupky trval tlak na další liberalizaci. V roce 1836 obnovila ústavu z roku 1812 a rok nato vydala novou, ještě liberálnější ústavu. Válka skončila teprve po šesti letech bojů, kdy zvítězila vládní armáda vedená generálem Baldomerem Esparterem. Po ukončení války Marie Kristýna obnovila některá přednapoleonská privilegia, čímž si chtěla získat podporu konzervativních sil, a následně se pokusila odvolat ústavu z roku 1837. Tím vyvolala odpor a aktivizovala radikální demokraty (progresistas). Protože odmítla ustoupit jejich požadavkům, abdikovala 15. června 1840 na regentství.
Novým regentem jmenovaly kortesy generála Espartera, který byl vůdcem radikálních demokratů. Espartero začal zavádět další reformy tak unáhleně, že vyvolal po celé zemi několik povstání, do jejichž čela se postavili moderadores. Espartero sice všechny vzpoury postupně potlačil, ale to ho nezachránilo a v roce 1843 byl umírněnými liberály donucen se vzdát titulu regenta.

### Vláda Isabely II., počátky industrializace (1843–1868)

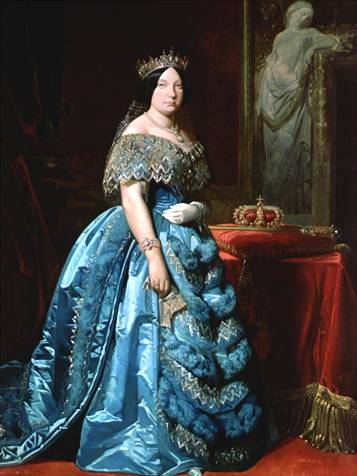
Izabela II. Španělská

V reakci na neúspěch regentství, prohlásily v roce 1843 kortesy Isabelu plnoletou a postoupily jí většinu. Královna chtěla být v politice aktivní, přitom byla pod trvalým tlakem konzervativního královského dvora, obzvláště své matky, a v praktické politice se ani příliš nevyznala. Proto svěřovala tyto záležitosti svým generálům Narváezovi, Esparterovi a O'Donnellovi, které během své vlády jmenovala premiéry, a to i opakovaně. V roce 1846 se Isabela II. na doporučení kortesů vdala za svého bratrance Františka Bourbonského, vévodu z Cádizu. Sňatkem došlo k oslabení pozice karlistů, protože František byl členem dynastie v původní mužské linii a jeho budoucí synové s Isabelou mohli být opět legitimními následníky. Vědomi si této skutečnosti vyvolali karlisté v Katalánsku povstání známé též jako druhá karlistická válka (1846–1849). Přestože si vzbouřenci vedli vojensky zdatně a podařilo se jim postavit armádu o síle 10 000 mužů, povstání nakonec vyhaslo poté, co jeho vojenský velitel Ramon Cabrera musel v důsledku svých zranění opustit Španělsko. 
Isabela měla s Františkem 11 dětí, z nichž se pět dožilo dospělosti, z toho pouze jeden syn. Její kralování bylo chaotické a nepřineslo Španělsku tolik potřebný klid. Královna se opřela o liberály a stala se zajatcem jejich politiky, prostřednictvím svých vlád nepřetržitě utiskovala přívržence umírněného absolutismu a na druhé straně nebyla přístupná zavedení svobodnějšího režimu. Z těchto důvodů nakonec nebyla oblíbena u nikoho, ani u obyčejných poddaných, o které nejevila zájem.

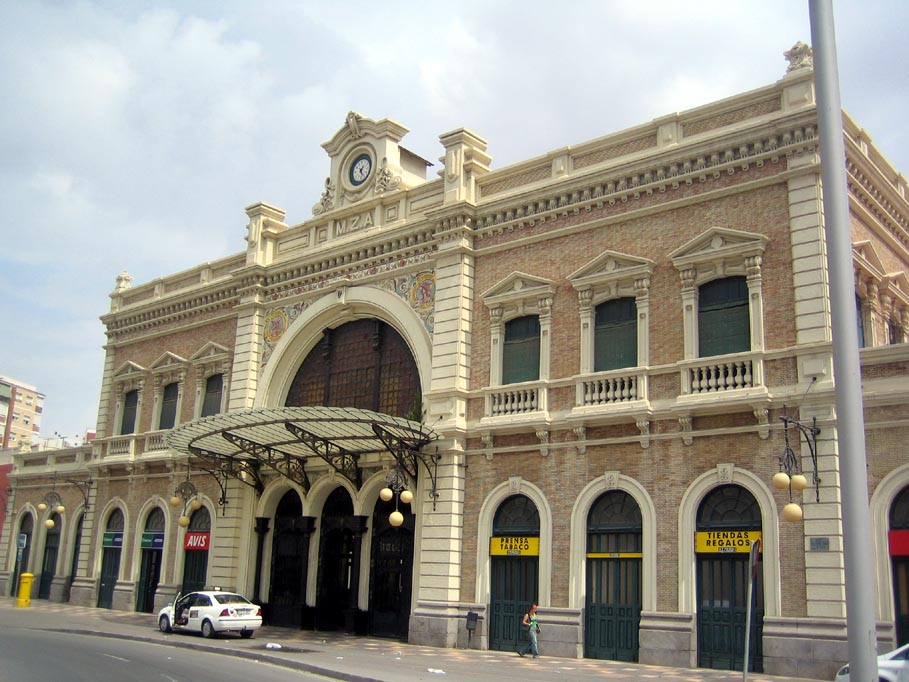
Nádraží v Cartageně z roku 1862

Během jejího kralování nicméně proběhlo několik pokusů o modernizaci země, které měly za následek značné změny ve španělské ekonomice. Roku 1850 byl zahájen proces, který modernizaci urychlil, zaváděly se nové výrobní technologie, rozšířila se důlní těžba, zvýšily se veřejné investice a nastal pokrok v industrializaci. Jakkoli byly tyto změny významné, týkaly se pouze omezených oblastí a specifických aktivit a neudržely si trvalé tempo. Prvotním nástrojem industrializace byla železnice, jejíž první trať na iberském poloostrově byla zprovozněna mezi Barcelonou a Mataró v roce 1848 (vůbec první železnicí španělského impéria byla trať na Kubě). V roce 1855 byl schválen všeobecný zákon o železnici, který umožnil zahraniční investice a který navazoval na první plán rozvoje železnic schválený v roce 1851. Pozitivní rozvojový impulz byl však velmi omezen neprozíravým rozhodnutím zavést svébytný široký rozchod koleje 1674 mm (tj. 6 kastilských stop), což znemožnilo přímou přeshraniční železniční dopravu. O skutečném důvodu tohoto rozhodnutí panují nejasnosti – podle jednoho názoru měl nekompatibilní rozchod ztížit případnou francouzskou invazi, podle jiného měl umožnit provoz silnějších lokomotiv na zdolání příkrých stoupání v hornaté zemi. Z několika mála kilometrů měla vzniknout síť o délce 5000 km, spojující centrální Madrid se všemi oblastmi Španělska. 
Hutnictví se koncentrovalo koncem padesátých let na jihu, kde vznikly první podniky v Malaze, a teprve později na severu. Textilní a papírenský průmysl byl rozložen na východním pobřeží u Valencie a v Katalánsku. V padesátých a šedesátých letech byla Barcelona prvním španělským skutečně průmyslovým střediskem s vysokým podílem místních investorů, což bylo významné pro další rozvoj této oblasti, která si jako jediná z původně rozvinutých oblastí zachovala dynamiku rozvoje a předstihla ostatní regiony, jak se projevilo na konci 19. a začátkem 20. století. Jsou uváděny čtyři hlavní důvody, proč skutečná průmyslová revoluce nastala ve Španělsku s takovým zpožděním oproti Evropě: především opožděné zlepšování dopravní sítě, za druhé vysoká úroveň negramotnosti, která dosahovala více než 80 %, za třetí politická nestabilita a pokračování občanských válek s Karlisty a za čtvrté nízká míra kapitalizace a hospodářské kultury.
V polovině padesátých let vznikla společná vláda radikálů a liberálů, ale nebyla příliš úspěšná. V těchto letech se Španělsko účastnilo několika ozbrojených konfliktů – Krymské války, tažení do Kočinčíny (1858–1862, spolu s Francií), španělsko-marocké války (1859–1860), rekolonizace Dominikánské republiky (1863–1865), a první tichomořské války. Až na území v Maroku (rozšíření Ceuty a Melilly a získání Ifni) nepřinesly tyto války Španělsku žádné zisky. V šedesátých letech postihly Španělsko hospodářské obtíže a v důsledku neshod, jak je řešit, došlo k rozkladu Liberální unie. Liberálové a radikálové se ovšem roku 1866 v Ostende shodli na odstranění královny. To se podařilo po státním převratu vedeném generálem Joanem Primem v roce 1868, v jehož důsledku odešla Isabela do exilu do Francie.

### Sexenio Democrático(1868–1874)

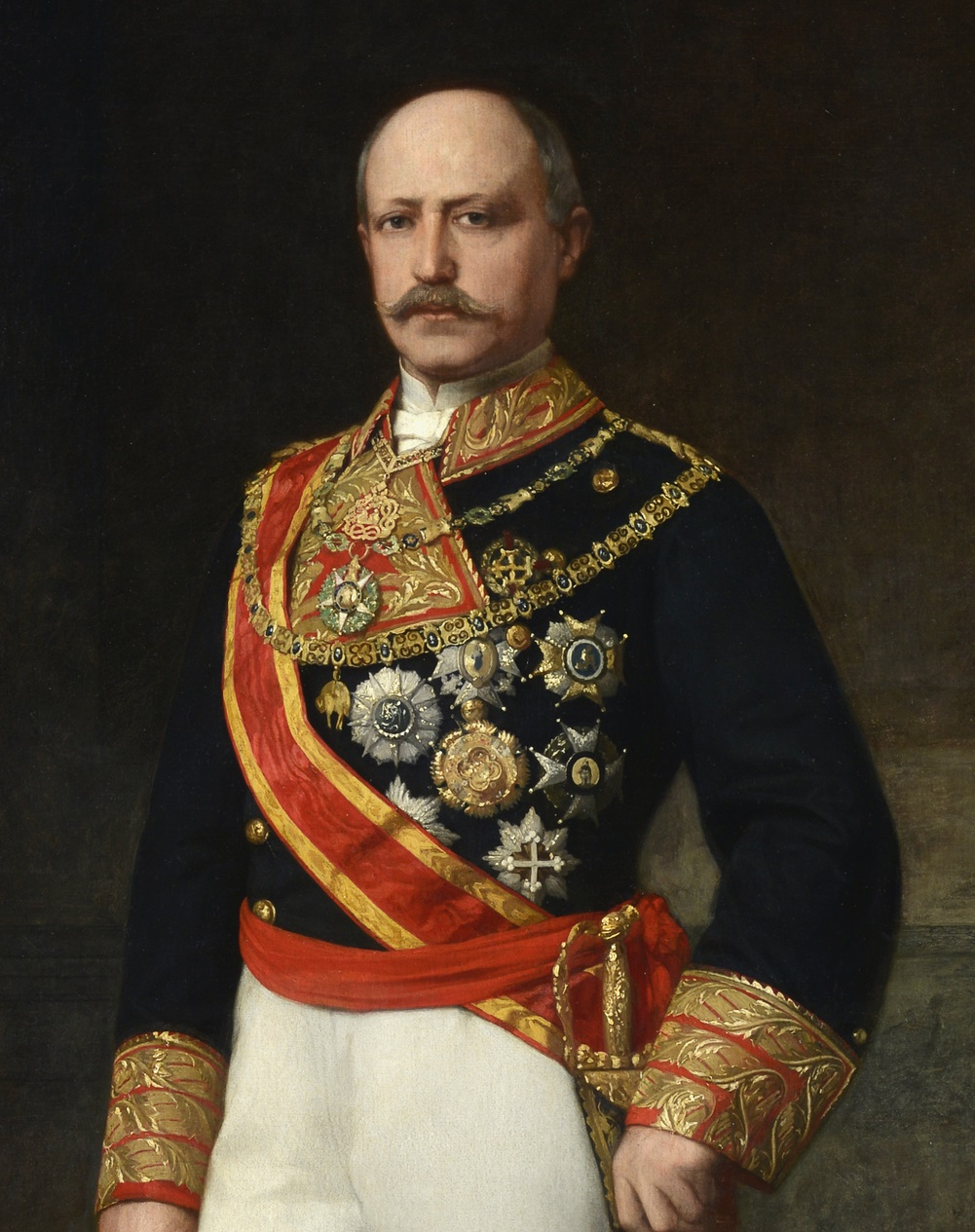
Generál Francisco Serrano y Dominguez, španělský regent, prezident a předseda vlády

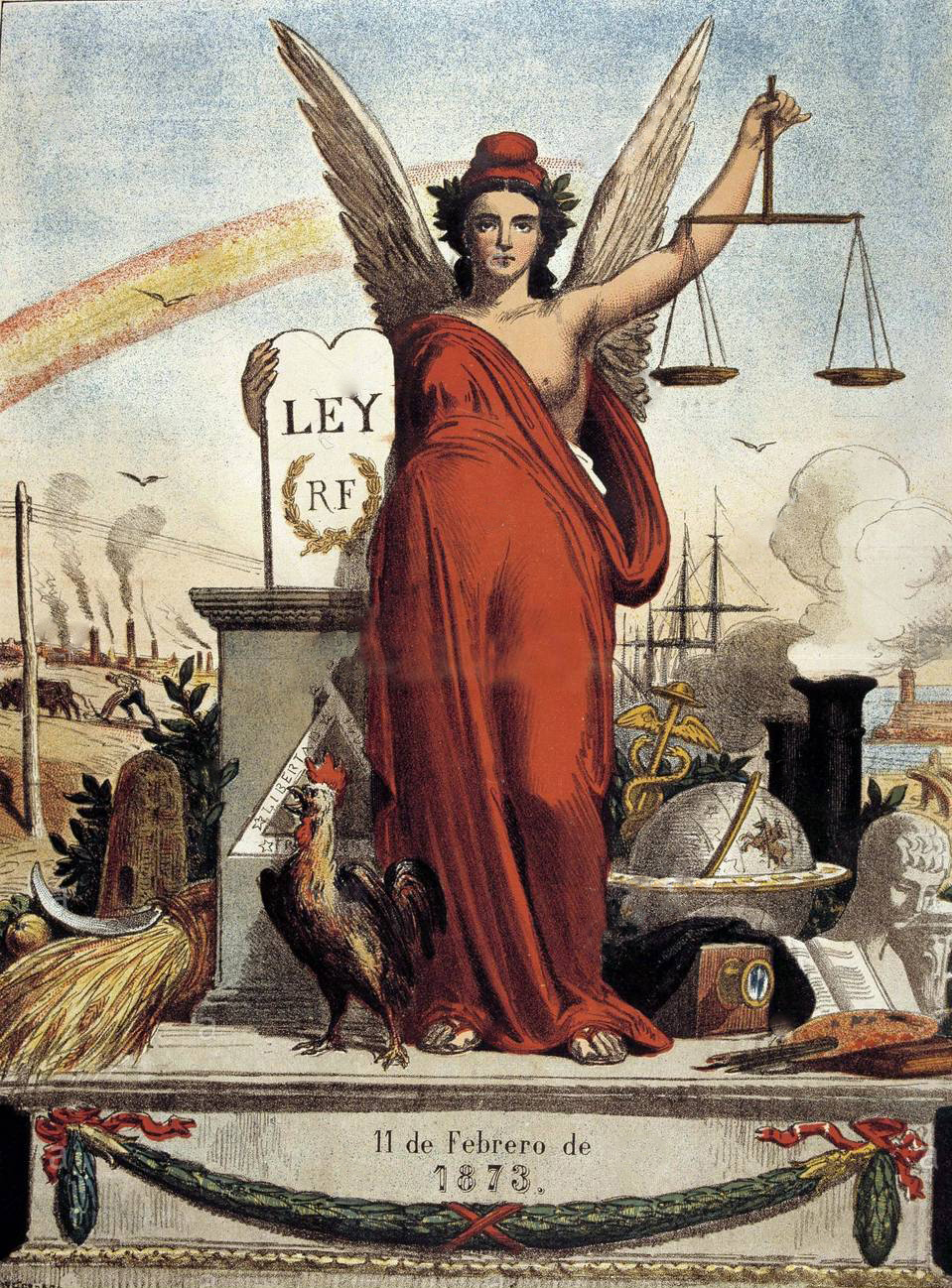
Alegorie Španělské republiky

Převratu z roku 1868 se ve Španělsku říká „Slavná revoluce“ (la Gloriosa), ovšem generálové zůstali u moci, přestože to tentokrát byli radikální demokraté. Nejvýznamnějším mužem tohoto období byl generál Francisco Serrano, který během revolučních zmatků přes odpor republikánů prosadil, aby byla monarchie zachována. Serrano byl jmenován regentem a následně v roce 1869 přijaly kortesy novou liberálně demokratickou ústavu. Juan Prim se stal předsedou vlády a měl za úkol připravit volbu nového krále.
S odchodem královny do exilu se aktivizovali karlisté, kteří na trůn prosazovali vnuka původního pretendenta na trůn. Ovšem republikáni souhlasili s konstituční monarchií pod podmínkou, že král bude přísahat na novou ústavu, což karlisté jako legitimisté nechtěli přijmout. Jedním z možných kandidátů byl i generál Espartero, který se záhy kandidatury vzdal, aniž by to zasáhlo jeho značný politický vliv. Dalšími kandidáty byli dva němečtí princové, což se stalo jednou z příčin prusko-francouzské války. Období tahanic ukončily kortesy tím, že roku 1870 zvolily králem prince Amadea, mladšího syna italského krále Viktora Emanuela II. Přestože král Amadeus I. přísahal na ústavu, kortesy ho považovaly za přivandrovalce a politikové proti němu intrikovali. Navíc karlisté zahájili třetí karlistickou válku a bouřili se i republikáni. V lednu 1873 Amadeus vyhlásil, že španělskému lidu nelze vládnout, abdikoval a zanechal zemi napospas bojům republikánů a karlistů. Kortesy bezprostředně poté prohlásily Španělsko republikou (První španělská republika). Při práci na nové ústavě se mezi zastánci republiky rozhořel spor, zda Španělsko má být federálním (stanovisko republikánů) nebo unitárním (stanovisko radikálů) státem. Země se zmítala v chaosu – propukala různá povstání, ať už kantonalistů nebo socialistů a do toho vstoupila Isabela II. s nárokem na trůn pro svého syna Alfonse, v jehož prospěch abdikovala v exilu již v roce 1870. Když v prosinci 1874 vypukla v Saguntu vzpoura vojáků podporujících Alfonse, armáda odmítla zakročit a republika se zhroutila.

### Restaurace Bourbonů, ztráta dalších kolonií (1875–1902)

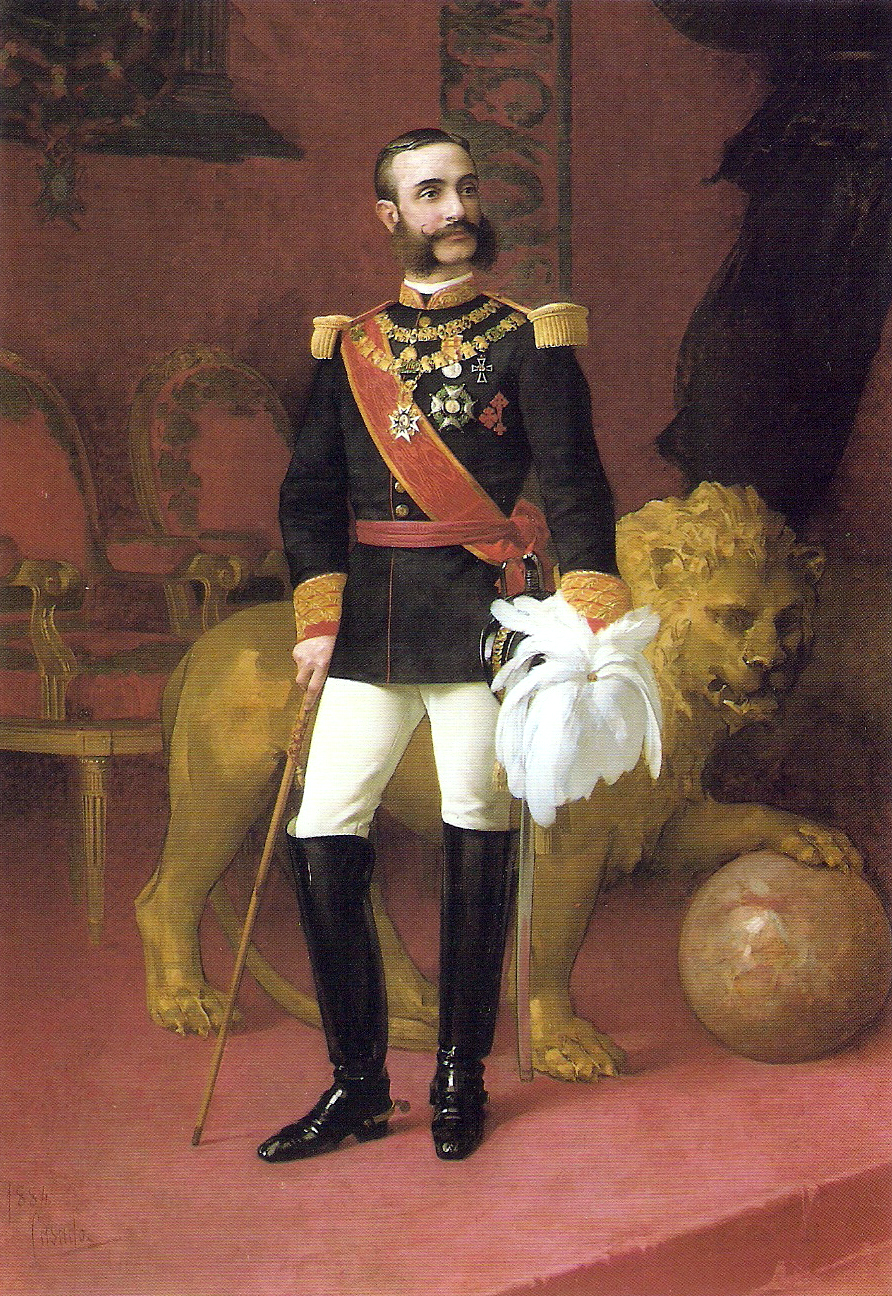
Alfons XII. Španělský

Alfons XII. záhy získal na svoji stranu republikánskou armádu, která mu přísahala věrnost. Poté skoncoval s karlistickým povstáním, když využil toho, že převážná část monarchistů přešla na jeho stranu. Karlistické války byly ukončeny v roce 1876 poté, co se Alfons s vládním vojskem vylodil v Pamploně. Téhož roku vešla v platnost nová ústava, která pak platila po celou dobu restaurace. Španělsko se stalo konstituční monarchií s dvoukomorovým parlamentem – nižší komorou (Congreso de Diputados) a vyšší komorou (Senado). Tato ústava dávala králi právo jmenovat senátory a libovolně odvolávat zákony, zároveň měl titul nejvyššího velitele armády. Ve vládnutí se střídaly dvě politické strany : Liberální strana a Konzervativní strana, které byly utvořeny podle anglického vzoru – oné době se ve Španělsku říká el turno pacífico. Ostatní strany byly z politické soutěže vyloučeny, odborové organizace byly zakázány. Nástupem restaurace se významně centralizovala státní a soudní správa země. Reakcí na to byl vznik nacionalistických stran v Katalánsku a Baskicku. Vznikaly ovšem i celošpanělské strany jako např. roku 1879 socialistická strana. V hospodářské oblasti je pro tyto roky charakteristický ekonomický vzestup. Španělsko bylo oproti ostatním evropským státům značně zaostalé a v oné době nastala široká modernizace; objem výroby významně vzrostl zejména díky výrazným ochranářským opatřením. Alfonsovi XII. se podařilo ukončit desetiletou válku na Kubě, která začala v roce 1868 a jejímž výsledkem bylo zrušení otroctví. V roce 1884 byla zahájena španělská kolonizace Západní Sahary. Mladý král však již v roce 1885 ve věku 28 let zemřel na tuberkulózu.

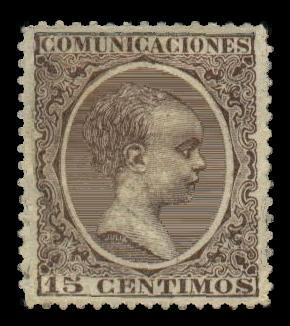
Alfons XIII. Španělský na španělské známce

Po smrti Alfonse XII. byla prohlášena regentkou jeho vdova Marie Kristýna Rakouská (narozená na Moravě na zámku Židlochovice), která měla dvě dcery a byla tehdy znovu těhotná. 17. května 1886 se jí narodil syn, který byl prohlášen španělským králem jako Alfons XIII., a až do jeho plnoletosti v roce 1902 za něj fakticky vládla. Toto období se vyznačuje politickým pokrokem: byl přijat zákon o sdružování, zaručena svoboda tisku, zavedeno všeobecné volební právo pro muže (1890) a vytvořena instituce poroty v soudnictví. Nové zákony umožnily rozšíření politické scény, z čehož pro budoucnost byla nejdůležitější republikánská strana (Partido Republicano de España).
Roku 1895 vypuklo nové povstání na Kubě, v jehož důsledku vznikla v roce 1898 Španělsko-americká válka, ve které Španělsko utrpělo porážku. Výsledkem byl konec španělského panství v Americe (ztráta Kuby a Portorika) a téměř úplná ztráta Španělské Východní Indie (Filipíny a Guam), což bylo stvrzeno Pařížským mírem. Zbylá panství v Tichém oceánu (Severní Mariany, Karolíny a Palauské ostrovy) prodalo Španělsko Německu následujícího roku za 25 miliónů peset. Rychlou porážku vnímali Španělé jako neštěstí, což vedlo ke ztrátě důvěryhodnosti ve způsob vlády a dokonce vyvolalo pokus o převrat. Názory na příčinu porážky vykrystalizovaly do dvou protichůdných poloh: jedna ji viděla v přílišné liberalizaci španělské společnosti v předchozím období, druhá spatřovala příčinu v konzervativních silách brzdících společenské změny. Tyto dvě tendence ovlivňovaly španělskou společnost přinejmenším dalších padesát let.

### Vláda Alfonse XIII. a pád monarchie (1902–1931)
V roce 1902 nastoupil na trůn Alfons XIII. V počátcích jeho vlády el turno pacífico pokračovalo, ovšem volby byly manipulovány tak, aby je vyhrála ta strana, z níž jmenoval král premiéra. Byla zahájena decentralizace a mírně se pozměnil i volební zákon, což umožnilo účast nacionalistů, kteří mohli kandidovat jako nezávislí. V roce 1909 se vzedmul odpor proti částečné mobilizaci, kterou vláda vyhlásila v souvislosti s povražděním španělských dělníků, kteří stavěli železnici v severním Maroku. Tento odpor vyvrcholil v Katalánsku, kde během tzv. tragického týdne zprvu pokojné demonstrace přerostly v drancování a potlačení nepokojů mělo za následek 78 mrtvých. Odbory se následně pokusily vyvolat generální stávku, což skončilo naprostým nezdarem. V průběhu Marocké krize v roce 1912 získalo Španělsko pod svůj protektorát severní část Maroka, známou později jako Španělské Maroko. 
Během první světové války zůstalo Španělsko neutrální, ovšem podařilo se mu zřídit na svém zájmovém území na jihu Maroka, které bylo uznáno již v roce 1912, protektorát Cabo Juby. Neúčast ve válce přispěla k hospodářskému rozvoji, ale nebylo využito dostatečně všech příležitostí, které neutralita umožňovala. Překotný rozvoj způsobil inflaci a radikalizaci nespokojenců. Přitom došlo k seskupování dosud roztříštěných hnutí: společné cíle vyhlásili republikáni a socialisté, dvě největší odborové centrály UGT (socialistické odbory se základnou především v Madridu a Baskicku) a CNT (anarchistické odbory se základnou v Katalánsku) začaly úzce spolupracovat. Proti nim vytvořili vojáci obranné výbory (Juntas de Defensa). Odborové centrály dlouhodobě připravovaly generální stávku, na které se shodly v březnu 1917 a jejímž cílem mělo být ustavení provizorní vlády a volby do ústavodárného shromáždění. Stávka byla vyhlášena v srpnu 1917 a trvala několik dní. Stávkovalo se především v Katalánsku, Baskicku a velkých průmyslových centrech; jinde se stávka nekonala, nebo měla menšinový charakter; nepřidali se ani železničáři. Bylo vyhlášeno stanné právo, během něhož došlo k těžkým střetům mezi stávkujícími a pořádkovými silami. Byla to nejvážnější krize bourbonské restaurace a jejím přímým důsledkem byl konec období el turno pacífico, protože ani v jedněch z následujících voleb (1918, 1919, 1920) nezískala žádná ze stran v parlamentě většinu a odpovídající vlády nebyly stabilní. Navíc v 1921 utrpěla španělská armáda zdrcující porážku v severním Maroku od místních rebelů, kteří se sdružili v tzv. Rífské republice. Ztráta 12 tisíc mužů zpochybnila postavení španělské armády a především jejího velení. Přestože se v dubnu 1923 uskutečnily další volby, vláda liberálů nebyla důvěryhodná, protože poslanci byli spolu propojeni a často i příbuzní. Vládlo všeobecné veřejné mínění, že nejlepší formou vlády by byla osvícená diktatura.

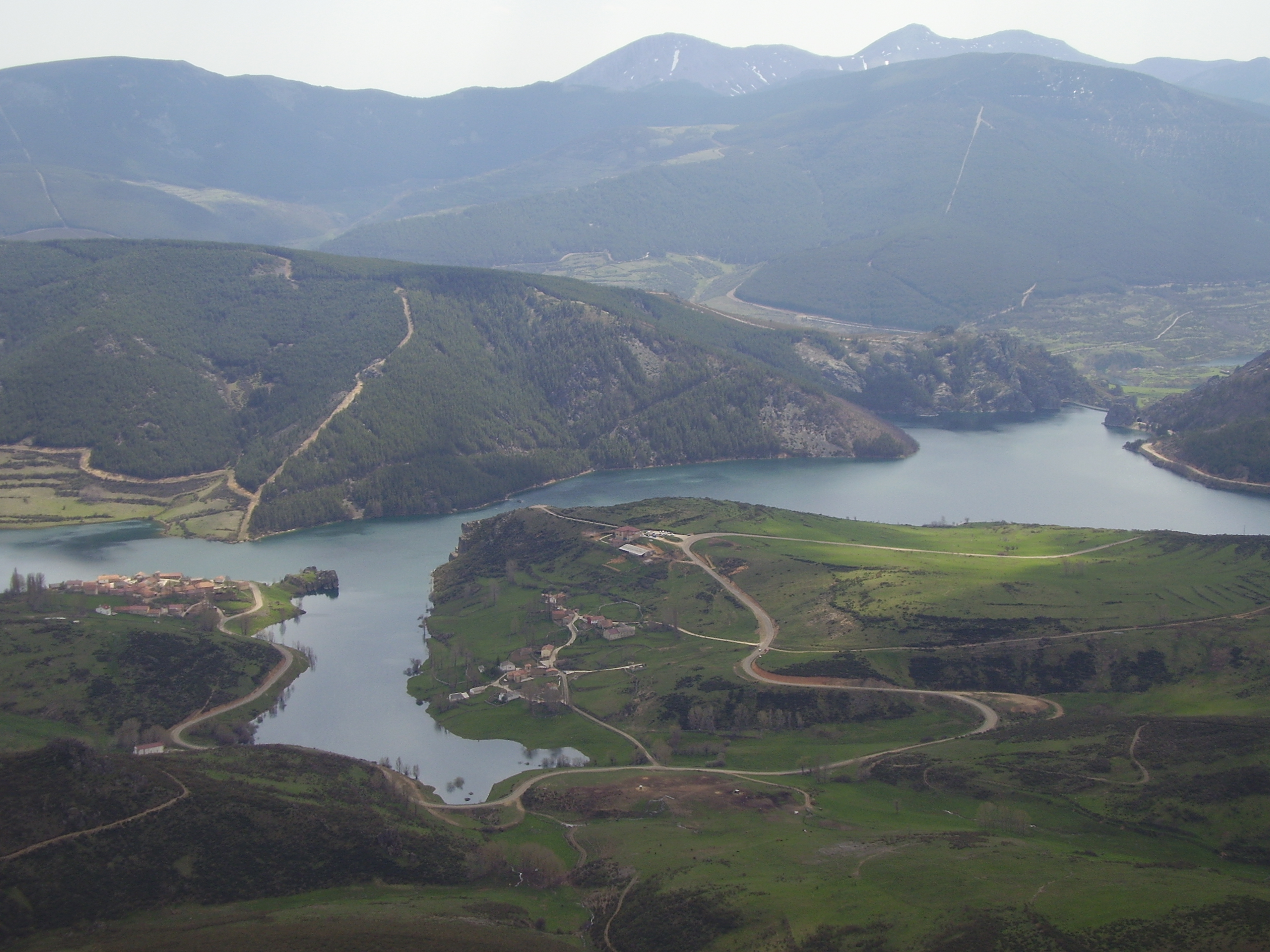
Přehrada Camporredondo vybudovaná za vlády Primo de Rivery

V září 1923 povstal proti vládě generál Miguel Primo de Rivera a s podporou většiny obranných výborů provedl státní převrat. Přes výzvy vlády odmítl král vzbouřené důstojníky sesadit a nakonec dekretem jmenoval de Riveru premiérem a jediným ministrem a zároveň do čela země určil vojenské direktorium, které sestávalo z osmi generálů zastupujících generální kapitanáty a jednoho admirála. Bylo vyhlášeno stanné právo parlament byl rozpuštěn, byly zakázány politické strany a hnutí, zatímco odbory UGT zůstaly povoleny. Rovněž byly zakázány separatistické symboly a jediným úředním jazykem byla vyhlášena kastilská španělština. Stanné právo bylo zrušeno roku 1925, kdy byla ustanovena civilní vláda namísto vojenské. Při této reformě obdržely místní samosprávy značné pravomoci, bylo založeno hnutí Vlastenecká unie (Unión Patriótica) a v roce 1927 bylo zřízeno Národní poradní shromáždění (Asamblea Nacional Consultiva), do něhož se volilo korporativním systémem a které nemělo zákonodárnou moc. Způsob vlády se tak posunul od totalitního režimu, jako bylo v Evropě Stalinovo Rusku a Mussoliniho Itálie, spíše k autoritativním režimům jako Polsko nebo Portugalsko. Do roku 1926 se ve Španělském Maroku podařilo povstalce pacifikovat díky výměně velitelských kádrů a také za pomoci Francie, která umožnila vést operace z jí kontrolovaného území. Od převzetí moci začala vláda Primo de Rivery intenzivně zasahovat do hospodářství země. Byly zavedeny maximální ceny na některé druhy zboží, zákonem byla omezena práce žen, byla zahájena rozsáhlá výstavba sociálních bytů. Byl vydán zákon o ochraně národního průmyslu, z čehož těžil především těžký a těžební průmysl. Byl zřízen státní monopol na pohonné hmoty a společnosti tohoto odvětví musely být alespoň z 30 % vlastněny místními investory. Velká péče byla věnována silniční síti a byl schválen národní hydrologický plán, podle něhož se stavěly přehrady za účelem zavlažování i získání elektrické energie, jejíž produkce se v tomto období ztrojnásobila. Rovněž se ztrojnásobilo množství vyrobeného cementu a počet automobilů se zdvojnásobil. Díky světové konjunktuře byl španělský průmysl úspěšný i na mezinárodním poli a zejména se rozvíjely již industrializované oblasti jako Baskicko a Katalánsko. Prudký rozvoj měl za následek i vnitřní migraci obyvatel. Počet zaměstnaných v zemědělství poprvé poklesl pod polovinu a koncem 20. let činil 47 %. Náklady spojené s tímto rozvojem měly za následek vysoké schodky státního rozpočtu, což začalo ovlivňovat hospodářství již v roce 1927. Otřes způsobený hospodářskou krizí odhalil slabou konkurenceschopnost španělské ekonomiky. Vláda ztratila důvěru těch, kteří ji doposud podporovali a v únoru 1930 Alfonso XIII. Primo de Riveru odvolal, aby zachránil alespoň prestiž monarchie.
Monarchie byla považována za komplice diktatury a v srpnu 1930 se San Sebastiánu sešli zástupci všech republikánských, radikálních a socialistických stran a založili zde revoluční výbor v čele s Alcalá Zamorou. Síle opozičních stran nebyly královské vlády schopny čelit. Propukaly nepokoje a vzpoury, jako např. povstání v Jace v prosinci 1930. V dubnu následujícího roku 1931 proběhly komunální volby, které přinesly ve velkých městech jasné vítězství republikánům. 14. dubna 1931 bylo Španělsko prohlášeno republikou, poté opustil Alfons XIII. zemi a monarchie zanikla.